# Ханс Вилхелм фон Геминген
Ханс Вилхелм фон Геминген (на немски: Hans Wilhelm von Gemmingen; * 26 март 1573; † 19 септември 1615 в Трешклинген, днес част от Бад Рапенау) е благородник от стария алемански рицарски род Геминген в Крайхгау в Баден-Вюртемберг, собственик в Трешклинген, днес част от Бад Рапенау и Михелфелд (в Ангелбахтал).
Той е син на Райнхард фон Геминген (1532 – 1598) и съпругата му Хелена фон Масенбах (1534 – 1601), дъщеря на Вилхелм фон Масенбах (1509 – 1558) и Агата фон Шеленберг (1511 – 1588).
Ханс Вилхелм фон Геминген следва от 1586 г. в Тюбинген. При подялбата на наследството през 1599 г. между него и братята му Еберхард (1567 – 1611) и Райнхард „Учения“ (1576 – 1635) той получава Трешклинген, имението Лаутенбах и други.
Той и първата му съпруга са погребани в църквата в Трешклинген, където и днес са запазени гробните им камъни. Понеже той има две дъщери, след смъртта му е наследен от брат му Райнхард Учения.

## Фамилия
Ханс Вилхелм фон Геминген се жени на 2 февруари 1600 г. за Марта Цукмантелин фон Брумат (1582 – 1611). За Марта през 1611 г. излиза в Тюбинген от печат речта на нейното погребение от 64 страници. Те имат две дъщери:
- Мария Фелицитас (1603 – 1671), омъжена за I. Бернхард фон Найперг, II. Кристоф фон Кронек, III. Йохан Дитрих фон Цилнхардт
- Хелена Елизабет († 1645), омъжена за I. омъжена за I. Георг Филип фон Хелмщат, II. Карл Фридрих фон Хелмщат

Ханс Вилхелм фон Геминген се жени втори път на 29 септември 1612 г. за Анастасия фон Дегенфелд († 1626/1630), дъщеря на Йохан Кристоф I фон Дегенфелд (1563 – 1613) и Барбара фон Райшах. Бракът е бездетен.
Вдовицата му Анастасия фон Дегенфелд се омъжва втори път през 1616 г. за далечния роднина Дитрих фон Геминген (1584 – 1659).